# Was hat uns bloß so ruiniert
Was hat uns bloß so ruiniert ist ein österreichischer Spielfilm aus dem Jahr 2016 von Marie Kreutzer. Der Kinostart in Österreich erfolgte am 23. September 2016. Der Film wurde ab 27. September 2016 im Rahmen des Zurich Film Festivals in der Wettbewerbssektion Fokus Schweiz, Deutschland, Österreich gezeigt. In Deutschland wurde er am 1. Oktober 2016 am Filmfest Hamburg gezeigt, wo er für den Art Cinema Award nominiert war. Der Kinostart erfolgte in Deutschland am 9. Februar 2017.

## Handlung
Der Film erzählt die Geschichte von drei befreundeten Bobo-Pärchen. Stella und Markus verkünden beim gemeinsamen Essen den anderen beiden Paaren Mignon und Luis sowie Ines und Chris, dass sie ein Kind bekommen. Auch bei den beiden anderen Paaren soll sich bald Nachwuchs einstellen. Sie alle sind der Überzeugung, dass man auch Kinder haben kann, ohne spießig zu werden. Bald werden sie von der Realität und vom Alltag eingeholt, so beschäftigen sie sich etwa mit den Vorbereitungen zu den Geburten ihrer drei Töchter Lola, Elvis und Aimée sowie mit grundsätzlichen Fragen zur Erziehung. 
Stella und Markus möchten die Aufgaben rund um ihre Tochter Lola paarintern demokratisch regeln, die unfreiwillig Mutter gewordene Ines überantwortet ihre Tochter Elvis oftmals Chris. Mignon möchte alles möglichst natürlich halten und verzichtet unter anderem auf Windeln, ihren Partner Luis lässt sie bei ihrer Tochter Aimée kaum mitreden. 
Der Film behandelt die Schwierigkeiten des Kinderkriegens und der Kindererziehung anhand der drei Neo-Familien sowie die Einmischung und die gut gemeinten Ratschläge von Dritten, die Veränderung des Alltags und der Beziehungen sowie die Verschiebung der Wertigkeiten. Stella hat einen Filmakademie-Abschluss, und so reflektieren die sechs Erwachsenen im Laufe des Filmes immer wieder vor Stellas laufender Kamera, wie die Elternschaft sie verändert.

## Produktion
Bei dem Film handelt es sich nach Die Vaterlosen (2011) und Gruber geht (2015) um den dritten Langspielfilm von Marie Kreutzer. Die Dreharbeiten fanden im Sommer 2015 statt, gedreht wurde in Wien und Klosterneuburg. Unterstützt wurde der Film vom Österreichischen Filminstitut, dem Filmfonds Wien sowie Filmstandort Austria, beteiligt war der Österreichische Rundfunk. Produziert wurde der Film von Novotny & Novotny Filmproduktionen, Koproduzent war Witcraft Szenario. Für den Ton zeichnete Odo Grötschnig verantwortlich, für das Kostümbild Monika Buttinger und für das Szenenbild Martin Reiter.
Der Filmtitel leitet sich vom Titelsong Was hat dich bloß so ruiniert? aus dem Jahr 1996 von Frank Spilkers Band Die Sterne ab.
Der Film wurde 2018 im Rahmen der Edition österreichischer Film von Hoanzl und dem Standard auf DVD veröffentlicht.

## Rezeption
Die Salzburger Nachrichten bemängelten die Abwesenheit jeglicher politischer Sorgen und wirtschaftlicher Nöte im Leben der Figuren und die dadurch fehlende Verankerung in der Realität, die aus dem Film ein gültiges Generationenporträt gemacht hätte, kamen aber zu dem Schluss, dass dies den Krampf ums Kinderkriegen nicht weniger unterhaltsam mache. Die Wiener Zeitung meinte, dass der Film nur an der Oberfläche kratze, fand aber: vielleicht ist es genau das: Denn es geht um Oberflächlichkeiten.
DerStandard.at schrieb von einem im Bobo-Milieu verhafteten Film gegen das österreichische Feel-bad-Kino, auf das auch ironisch Bezug genommen wird. und urteilte: Die Darstellung scheiternder Menschen ist ihr aber schon besser gelungen. Die Tageszeitung Kurier meinte, dass eine rabiate Mischung aus „Sex and the City“ für Schwangere und beißender Schmäh aus Wien-Bobostan eine treffliche Satire abgeben könnte, allerdings fehle es dafür an Zuspitzung und inszenatorischem Witz. […] Alles bewegt sich im wohltemperierten Problemzonen-Wellness-Bereich und verdampft manchmal zu lustigem, oft aber nur halblustigem Bobo-Geplapper.

## Auszeichnungen und Nominierungen
- Österreichischer Filmpreis 2017 – Nominierungen in den Kategorien Beste Kamera und Bester Schnitt[16]
- Romyverleihung 2017 – Nominierung in der Kategorie Beste Bildgestaltung Kino-Film[17]